# Shigeru Minomura
Shigeru Minomura (jap. 箕村 茂, Minomura Shigeru; * September 1923; † April 2000) war ein japanischer Chemiker und Physiker, der sich mit Chemie und Physik hoher Drücke befasste.
Minomura studierte an der Universität Kyōto, mit dem Bachelorabschluss 1947 und der Promotion 1957. Als Post-Doktorand war er 1958 bis 1962 an der University of Illinois bei Harry Drickamer. 1962 kehrte er nach Japan zurück und wurde Assistenzprofessor und später Professor am Institut für Festkörperphysik in Tokio. 1984 wurde er Professor an der Universität Hokkaidō und später an der Naturwissenschaftlichen Universität Okayama (Okayama Rika Daigaku).
Er befasste sich zunächst in Japan mit chemischen Reaktionen bei hohen Drucken und später nach dem Aufenthalt bei Drickamer auch zum Beispiel mit der Änderung spektroskopischer und anderen physikalischer Eigenschaften wie der des elektrischen Widerstandes bei hohen Drucken. Er untersuchte zum Beispiel Druck-induzierte Phasenübergänge in Halbleitern.
1991 erhielt er den Bridgman Award.